# La Poma (departament)
Departament La Poma (hiszp. Departamento La Poma) – departament położony w prowincji Salta. Jest najmniej zaludnionym departamentem prowincji. Stolicą departamentu jest La Poma. Departament jest położony w północno-zachodniej części prowincji po wschodniej stronie Andów. Dużą jego część należy do Puna de Atacama. Złożony jest z dwóch części połączonych wąskim pasem przebiegającym przez miejscowość Muñano. Od północy graniczy z prowincją Jujuy. Od zachodu graniczy z departamentem Los Andes, od południa z departamentem Cachi, a od wschodu z departamentem Rosario de Lerma.
Większość departamentu stanowią wysokie góry dochodzące do 6000 m n.p.m. m.in. Nevado de Acay (5950 m), Nevado de Palermo (6172 m). Dwa niżej położone obszary około 3500 m n.p.m. na północy leżące m.in. w obszarze Salinas Grandes, a na południu w dolinie Río Calchaquí rozdziela przełęcz Abra del Acay. Od San Antonio de Los Cobres poprzez przełęcz Abra del Acay do La Poma i dalej na południe przebiega słynna Droga krajowa 40 (ruta nacional n.º 40 «Libertador General Don José de San Martín»).
W 2010 roku populacja departamentu wynosiła 1738, 848 mężczyzn i 890 kobiety.
W skład departamentu wchodzą m.in. miejscowości: La Poma, Cobres, Muñano.